# Rantzau, Plön
Rantzau là một đô thị thuộc huyện Plön, bang Schleswig-Holstein, Đức.